# Franeker
Franeker (Fries: Frjentsjer, [’frjɛntsjər]) is een stad en de hoofdplaats van de gemeente Waadhoeke in de Nederlandse provincie Friesland. De stad ligt tussen Harlingen en Leeuwarden. Franeker is een van de Friese elf steden.
In 2023 telde de stad 13.015 inwoners.
In Franeker wordt Nederlands, Stadsfries en Fries gesproken.

## Geschiedenis

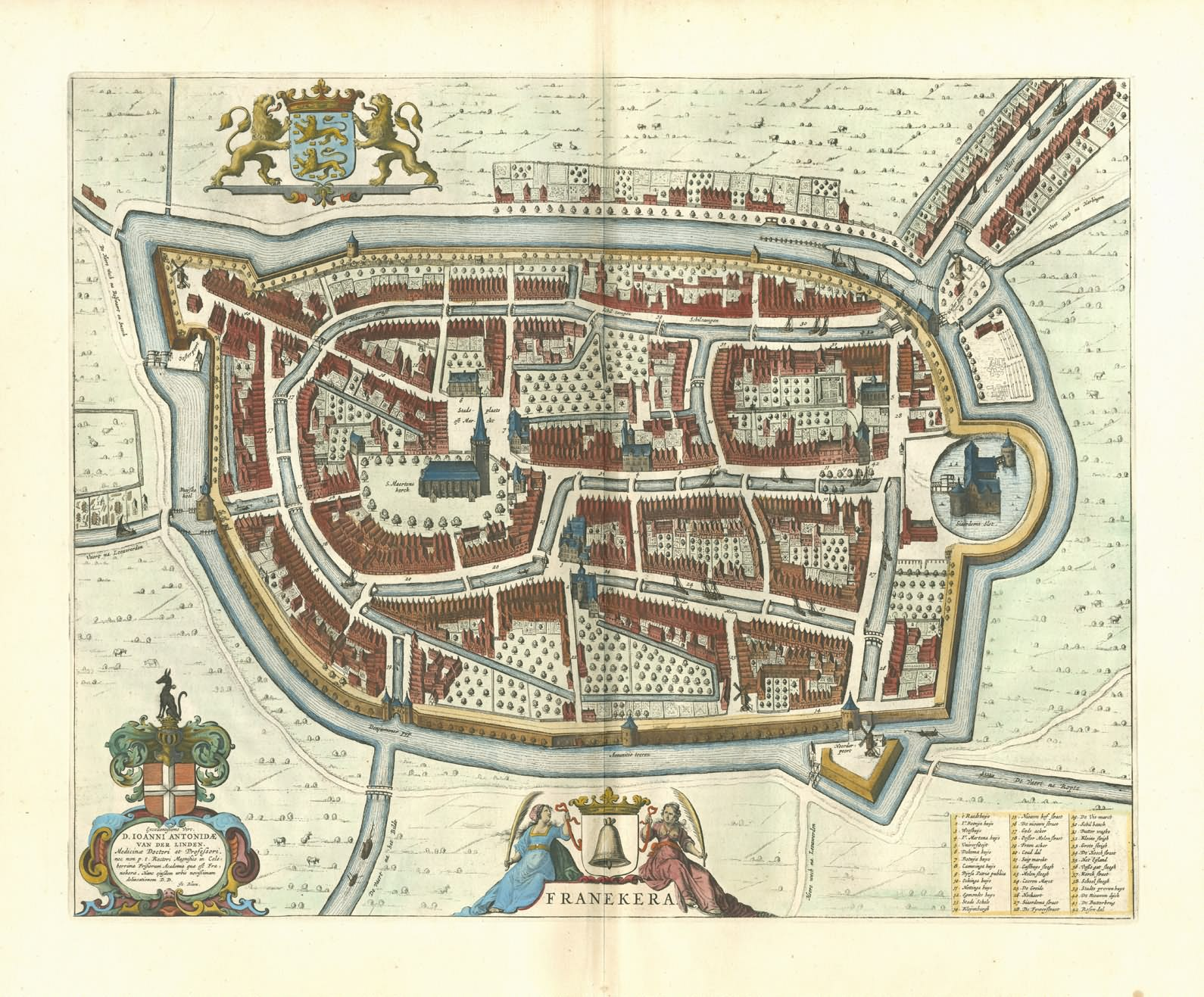
Historische kaart van Franeker

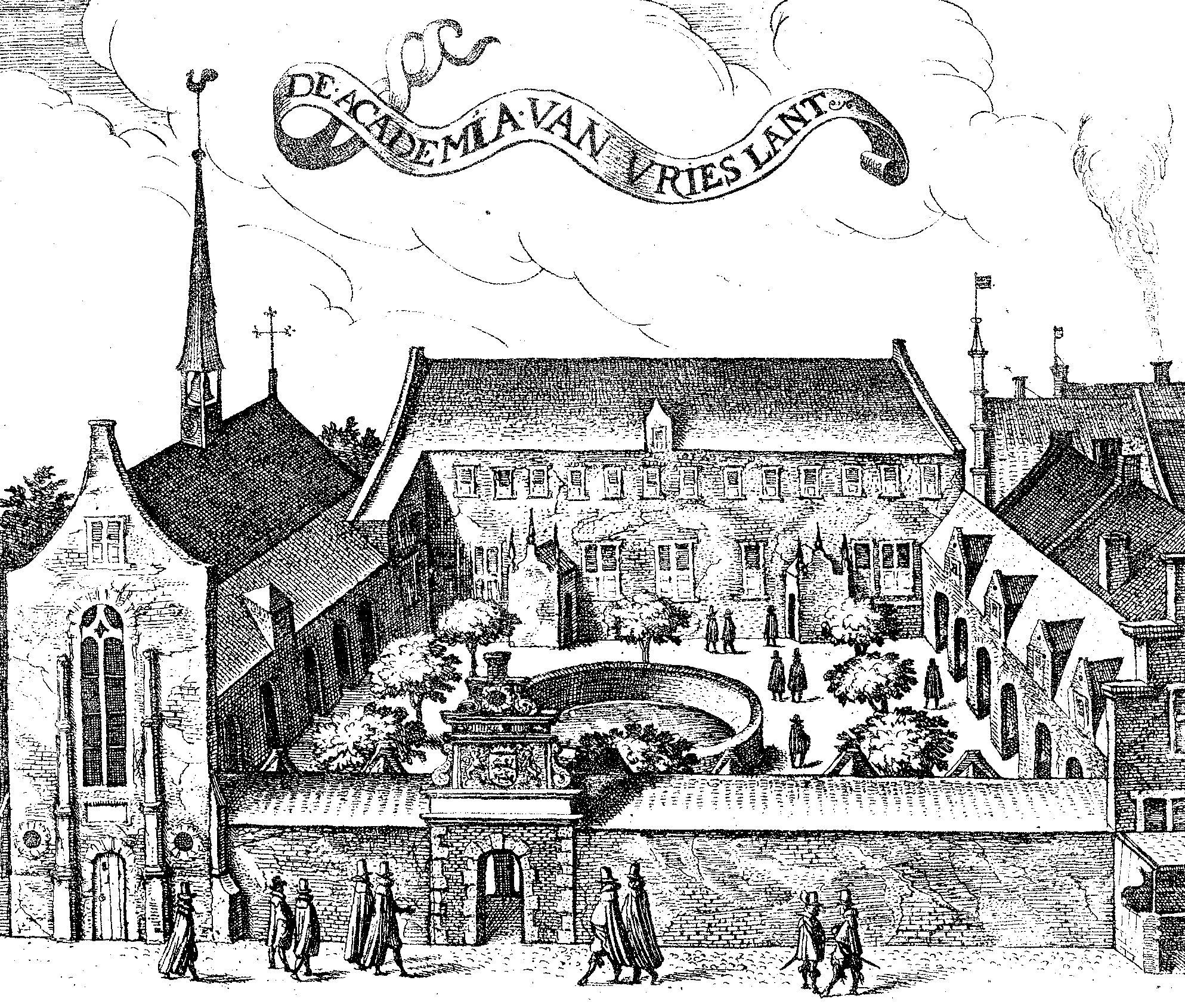
De universiteit van Franeker

### Middeleeuwen
Franeker was tot 1417 het belangrijkste dorp van Franekeradeel. Muntvondsten bewijzen dat rond 700 er bewoning was in dit gebied. In de periode tussen 700 en de Hoge middeleeuwen zijn er over Franeker geen schriftelijke of archeologische bronnen.   
Een oorkonde gedateerd 1085 meldt dat in Franeker (Fronakre) een kerk staat met drie aangebouwde kapellen. Deze tufstenen kerk werd in 1421 vervangen door de tegenwoordige Martinikerk. Westergo bestond uit drie districten: Wildinge, Wagenbrugge en Fronacker. Het district Fronacker omvatte vijf delen, waarvan Franekeradeel er één was. In het landrecht van Westergo  was vastgelegd, dat een graaf die meende  rechten te hebben op Friesland, naar Franeker moest reizen om dat aan te tonen met een oorkonde van de koning. In 1233 kwam Floris IV van Holland om die reden naar Franeker.  
In 1344 is er sprake van een markt in Franeker en in 1400 bevestigen grietmannen en rechters van de vijf delen het marktrecht. De vijf delen bevestigen in 1417 dat rechtszaken op vijfdelen-niveau in Franeker zullen worden gehouden. Dit wordt de buurtbrief genoemd en vanaf dat moment wordt Franeker als stad beschouwd en komt het los van Franekeradeel. In 1474 geven 'recht en raad der steden en delen van Westergo' aan Franeker het recht om binnen zijn gebied zaken te behandelen waarop de doodstraf staat. Tijdens de Friese Vrijheid werden rechten niet verleend door vorsten, maar door de bestuurlijke colleges in Friesland.  
Het was ook de periode van de strijd tussen Schieringers en Vetkopers, waarbij Franeker de hoofdzetel was van de Schieringers. Het Franeker geslacht Siaerda was zo machtig dat het manschappen kon mobiliseren in een groot gebied rond Franeker. Tussen 1446 en 1449 bouwden ze aan de westkant van de stad een burcht, die toen werd beschouwd als het sterkste steenhuis in Westerlauwers Friesland, het Sjaerdemaslot.
Het verhaal gaat dat inwoners van Franeker in de Middeleeuwen geprobeerd hebben een kerkklok te stelen uit Harlingen. Sindsdien worden de Franekers klokkedieven genoemd.

### Tijdens het Saksisch bestuur
Op 12 mei 1500 werd de stad belegerd door een leger van 16.000 ontevreden Friezen tijdens het beleg van Franeker naar aanleiding van de hoge pachten en belastingen die werden geheven door Albrecht en zijn zoons Hendrik en George van Saksen. Hendrik vestigde zijn zetel in de stad Franeker. Met het beleg van de stad richtten de Friezen niets uit doordat ze slecht getraind en georganiseerd waren. Hertog Albrecht van Saksen verzamelde in alle haast een talrijk leger om Hendrik en de stad Franeker te ontzetten. Uiteindelijk werden de Friezen op 16 juli 1500 verslagen en de stad ontzet. Op 26 maart 1501 schenkt Hendrik V van Saksen de stad Franeker een aanzienlijk (200 morgen) stuk buitendijks kwelderland, genaamd de Franekerlanden.
Aan het einde van de 15e eeuw vestigde hertog Albrecht van Saksen zich tijdelijk in Franeker en leek het de hoofdstad van Friesland te worden. In 1504 weken de Saksen echter uit naar Leeuwarden vanwege haar beter verdedigbare blokhuis. Daarna bleef de stad nog lange tijd belangrijk voor de Saksen, totdat Friesland als bezit overging naar Karel V.

### Tijdens De Opstand
Na de verovering van Den Briel door de Watergeuzen op 1 april 1572 koos Franeker voor prins Willem van Oranje. In september 1572 kwam Joost van Schouwenburg, die door de prins tot stadhouder was benoemd, naar Franeker. In de stad waren inmiddels 460 soldaten aanwezig. Caspar de Robles wist de toevoer van levensmiddelen af te sluiten en de stad kreeg het benauwd. Van Schouwenburg vertrok op 18 november met de meeste soldaten en eind november 1572 was Franeker tot 1576 weer onder Spaans bestuur.

### Tijdens de Unie van Utrecht
In 1579 werd Friesland lid van de Unie van Utrecht (1579). Bestuur en rechtspraak waren nog in handen van het Hof van Friesland, maar in 1581 trokken de Staten van Friesland de bestuurlijke macht aan zich, conform de wens van Willem van Oranje.
Vanaf 1580 werd door uit ballingschap teruggekeerde protestantse Friezen het stichten van een Friese universiteit voorbereid. 
Op 16 november 1581 werd door Gedeputeerde Staten besloten datmen eerstdages een seminarium tot franeker van viertich jonge gesellen sal stiften. Men dacht in eerste instantie aan een opleiding van predikanten. Die zou worden bekostigd uit de opbrengst van de geconfisqueerde kloostergoederen. 
Vanaf november 1583 vergaderden de Staten in Franeker en de door Willem van Oranje benoemde luitenant-stadhouder Willem Lodewijk moest ook daar zijn intrek nemen. Zo wilde men de invloed van het Hof in Leeuwarden op de bestuurlijke macht beteugelen. Op 14 april 1584 besloten de Staten van Friesland een volwaardige Friese universiteit in Franeker te stichten met de studierichtingen theologie, rechten, medicijnen, klassieke talen, wijsbegeerte en wis- en natuurkunde. Op 29 juli 1585 werd in de Martinikerk te Franeker de universiteit van Friesland plechtig geopend. De universiteit werd gevestigd in het voormalige Kruisherenklooster te Franeker. Het was na Leiden de tweede universiteit in de noordelijke Nederlanden. 
De Staten besloten in 1586 toch weer naar Leeuwarden te gaan. Wel werd het huwelijk van de inmiddels tot stadhouder gekozen Willem Lodewijk en zijn nicht Anna van Nassau (1563-1588) op 2 november 1587 nog in Franeker voltrokken. 

### Franeker in de patriottentijd
In de 18e eeuw raakte de stad in verval, maar in de patriottentijd deed Franeker nog van zich spreken. In september 1785 werd het tweehonderdjarig bestaan van de Hogeschool gevierd. Prinses Wilhelmina van Pruisen nam deel aan de feestelijkheden zonder haar echtgenoot, die zich geconfronteerd zag met verlies aan macht en invloed en al zijn bevoegdheden wilde opgeven: overal in het land waren exercitiegenootschappen opgericht, het dragen van oranje was sinds enkele weken verboden en in 's-Gravenhage was hij uit zijn militaire functie ontzet. In mei 1787 werd het de studenten en professoren (zoals Johan Valckenaer) verboden deel te nemen aan de oefeningen van het exercitiegenootschap. De Staten van Friesland vaardigden eind mei bovendien een verbod uit om wapens aan te schaffen, met als gevolg dat de patriotten zich in hun vrijheid voelden aangetast. Binnen enkele dagen zouden in Friesland nieuwe regeringsreglementen in werking treden, met strengere eisen aan de vroedschapsleden. De Staten van Friesland waren bang voor een herhaling van wat zich in augustus 1786 in de stad Utrecht had afgespeeld: daar hadden de landelijk verzamelde exercitiegenootschappen de prinsgezinde leden van de stadsregering aan de kant gezet. Enkele weken later dreigde een Pruisische inval en meteen werden in sommige plaatsen defensiegenootschappen opgericht, want het gewest Holland wilde geen excuses aanbieden voor de aanhouding van de prinses, die naar Goejanverwellesluis was opgebracht.
Op 19 augustus werden 7000 pond kruit en wapens naar Franeker vervoerd. Op de 23e werd een nieuw transport van 6.000 pond afgeleverd. Op de 27e kwamen afgevaardigden van Gedeputeerde Staten poolshoogte opnemen en eisten het kanon op. Ze werden de stad uitgejaagd. Eind augustus 1787 trok een tiental rebellerende Friese Statenleden, onder leiding van Court Lambertus van Beyma zich terug in Franeker, nadat Provinciale Staten iedere steun aan Holland (en de stad Utrecht) verboden had. Franeker werd in staat van verdediging gebracht toen er een gerucht ging dat de cavalerie en infanterie uit Leeuwarden op komst was. Harlingen had geweigerd mee te werken en de aanvoer van manschappen, wapens en munitie via Makkum was geen succes. De discipline was ver te zoeken, de drank vloeide rijkelijk; steun vanuit de bevolking bleef achterwege.
Toen Pruisische troepen steeds meer oprukten naar het Noorden, verlieten de tot wanhoop gedreven leiders op zondagmiddag 23 september de stad na de kerkdienst. De aftocht verliep zo rommelig en zo overhaast dat ze vergaten de uiterst belastende, ondertekende declaratoiren (documenten) mee te nemen. De leiders schoven elkaar de schuld in de schoenen en hadden jaren later nog ruzie, toen ze in Frankrijk hun terugkeer afwachtten.
De kopstukken zijn via Workum, waar de prinsgezinden de stuipen op het lijf werden gejaagd, door te roven en te schieten, via Lemmer of Stavoren naar Amsterdam gevlucht. Een enkeling vluchtte via Groningen of Ameland naar Duitsland zoals Eise Eisinga. Een twintigtal patriotten uit Franeker werd gevangengezet in het blokhuis te Leeuwarden en veroordeeld. Uiteindelijk zou ook een tiental patriotten uit Bolsward de dupe worden, omdat de raad van Bolsward als enige stad in Friesland de Pretense Staten had erkend. Zie ook De Patriottentijd in Bolsward.

### 19e en 20e eeuw

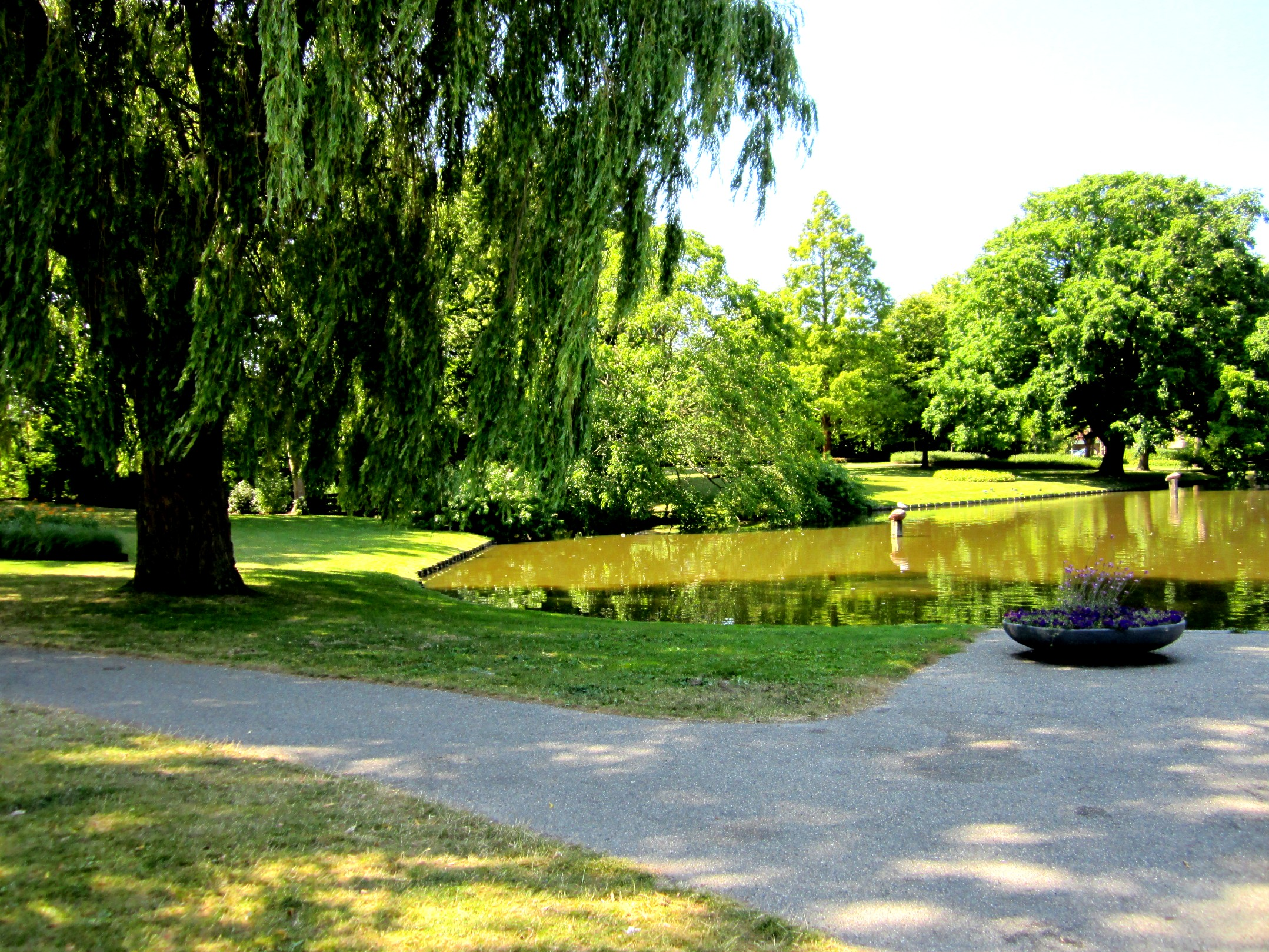
Sjaerdemapark

In 1811 liet Napoleon de universiteit sluiten. De opvolger van de Franeker Academie was het Rijksatheneum, dat van 1815 tot 1847 heeft bestaan, maar - evenals zijn voorganger - uiteindelijk ten onder ging bij gebrek aan studenten. De collectie van de universiteitsbibliotheek, die veel zeldzame oude drukken bevat, werd overgebracht naar de Provinciale bibliotheek te Leeuwarden.
Ofschoon de stad niet meer over een universiteit beschikt, vinden er toch nog af en toe academische promoties plaats. Promovendi van de Rijksuniversiteit Groningen die promoveren op een onderwerp dat met Friesland te maken heeft of die een band met Friesland hebben, mogen hun proefschrift in de Franeker Martinikerk verdedigen.
In 1984 werden de gemeenten Franeker en Franekeradeel, alsmede een deel van de gemeente Barradeel samengevoegd tot de gemeente Franekeradeel. Wegens herhaaldelijke tekorten op de gemeentelijke begroting stond de gemeente Franekeradeel tot 2005 onder curatele van de provincie Friesland.
Tekorten probeert men tegenwoordig te minimaliseren met meerdere bouwprojecten en het laten ontginnen van gas en zout uit de aardbodem van de gemeente Franekeradeel en omstreken. Door de gevolgen van de zout- en gaswinning was de bodem van Franeker in juni 2007 al met 20,5 cm gedaald.
In 2008 bezochten koningin Beatrix en haar familie Franeker in het kader van Koninginnedag 2008.

### 21ste eeuw
Op 1 januari 2018 werd Franeker de hoofdplaats van de nieuwe gemeente Waadhoeke. Het gemeentehuis is gevestigd aan de Harlingerstraatweg in Franeker.

## Bezienswaardigheden

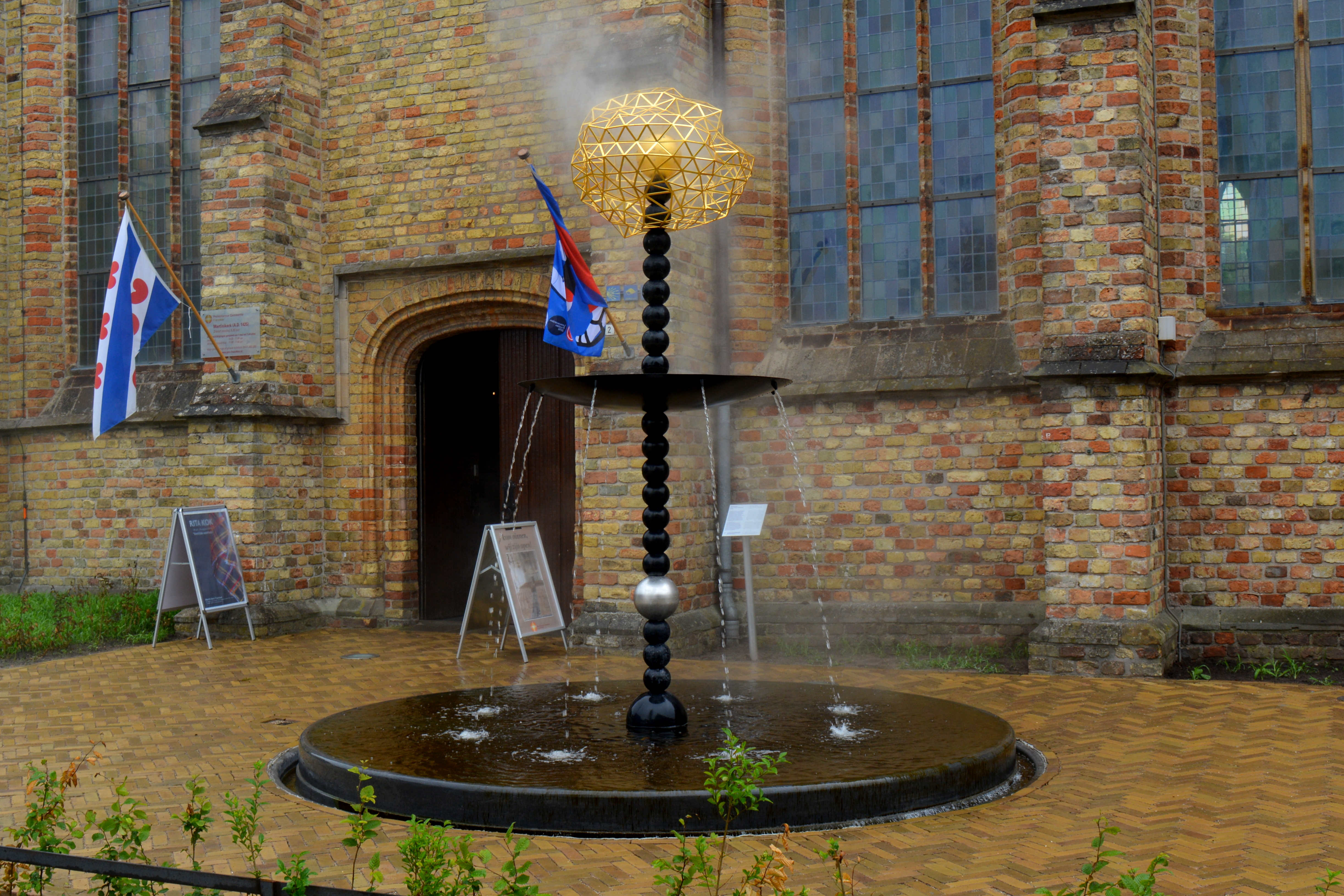
De Oortwolk, fontein 11Fountains bij de Martinikerk

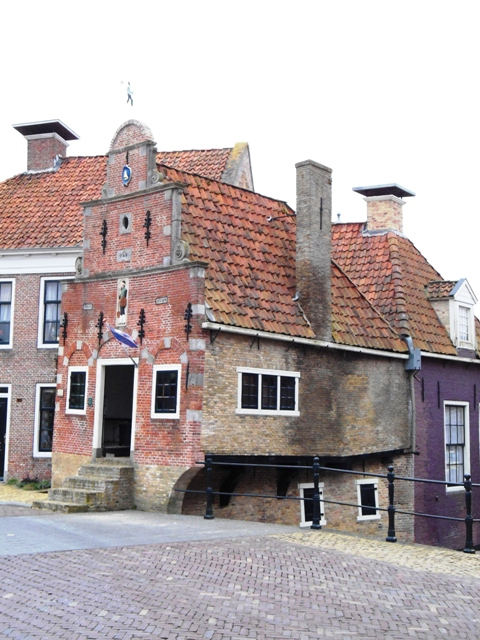
Het Korendragershuisje

### Monumenten
Een deel van Franeker is een beschermd stadsgezicht, een van de beschermde stads- en dorpsgezichten in Friesland. Verder zijn er in het stadje tientallen rijksmonumenten, zie daarvoor de lijst van rijksmonumenten in Franeker.
- Het Stadhuis uit 1591 in renaissancestijl
- Koninklijk Eise Eisinga Planetarium
- Camminghahuis
- Klaarkampster Weeshuis
- Klein Botnia, voorheen het hervormd Diaconieweeshuis
- Het Kruisbroedersklooster
- Het Dekemahuis
- Cammingha State
- Waaggebouw
- Restanten van het bolwerk

Kaart van het oude centrum van Franeker.

### Musea
- Museum Martena. In oktober 2003 bleek het museum 't Coopmanshûs in Franeker in bezit van de oudste eikenhouten kast van Nederland. De tweedeurs archiefkast stamt uit circa 1550, en is gemaakt van eikenhout van voor 1550, dat afkomstig is uit de Baltische staten, zo bleek na dendrochronologisch onderzoek. In 2006 verhuisde museum "'t Coopmanshûs" naar de Martenastins aan de Voorstraat en het heet sindsdien Museum Martena. Sinds juli 2006 is het museum weer open voor het publiek. De vaste collectie is gewijd aan o.a. de stadsgeschiedenis, de Franeker Academie en Anna Maria van Schurman. Achter het museum ligt de openbaar toegankelijke Martenatuin met stinsenflora.
- Het Koninklijk Eise Eisinga Planetarium.
- Keatsmuseum. Dit is het oudste sportmuseum van Nederland en ook het enige museum in Nederland over de kaatssport. Naast alles over de kaatssport zijn er vaandels, attributen, foto’s, kaatsprijzen van aardewerk en zilver.
- Museum 't Coopmanshûs. De Stichting Museum 't Coopmanshûs stelt zich ten doel het stimuleren van het kunstleven in het algemeen en in Friesland in het bijzonder op kunst- en (cultuur)historisch gebied, waaronder begrepen muziek en literatuur. Het is gehuisvest in een van de panden aan de Voorstraat waar vroeger Museum Martena in zat.[14]

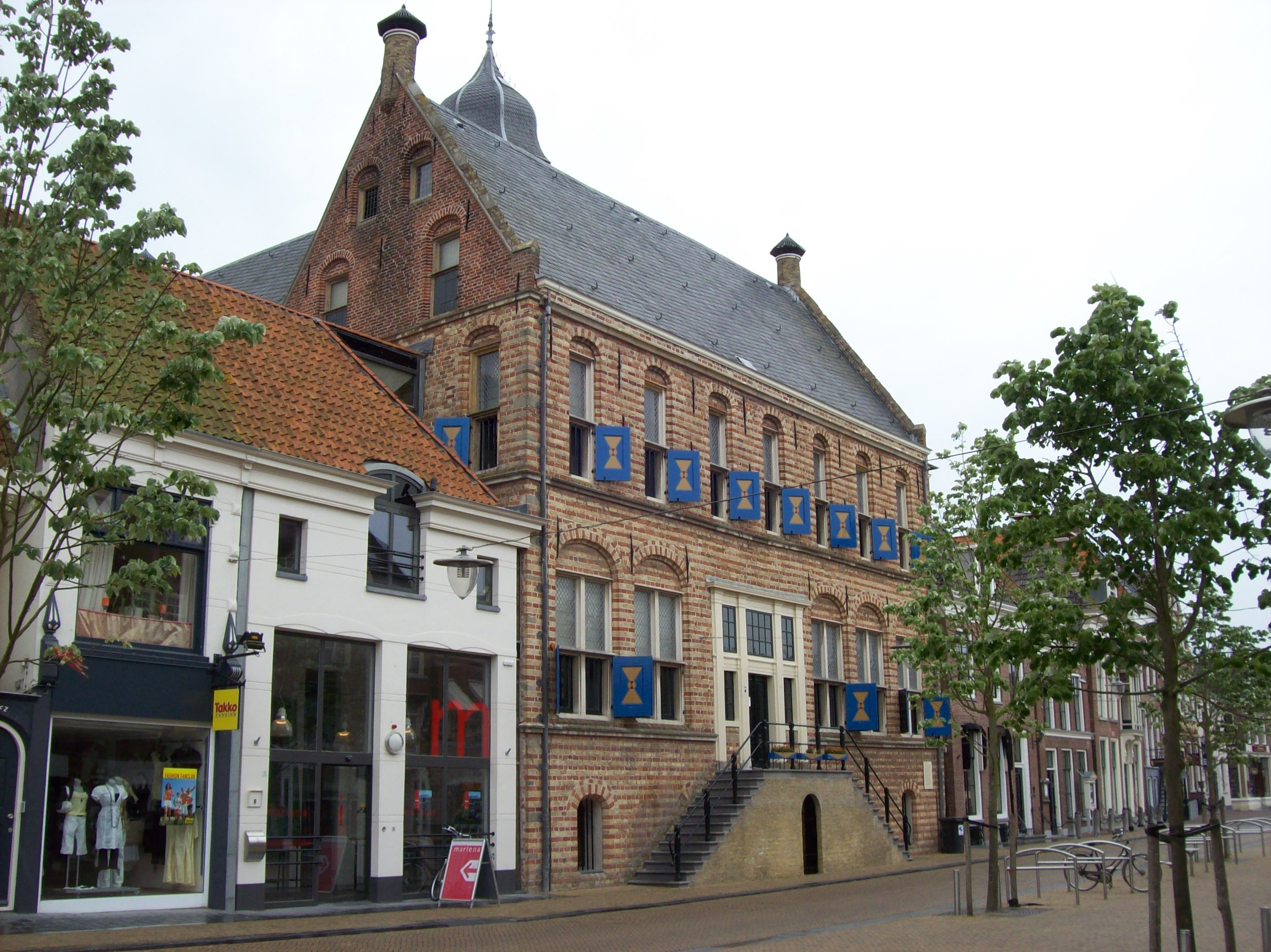
Museum Martena
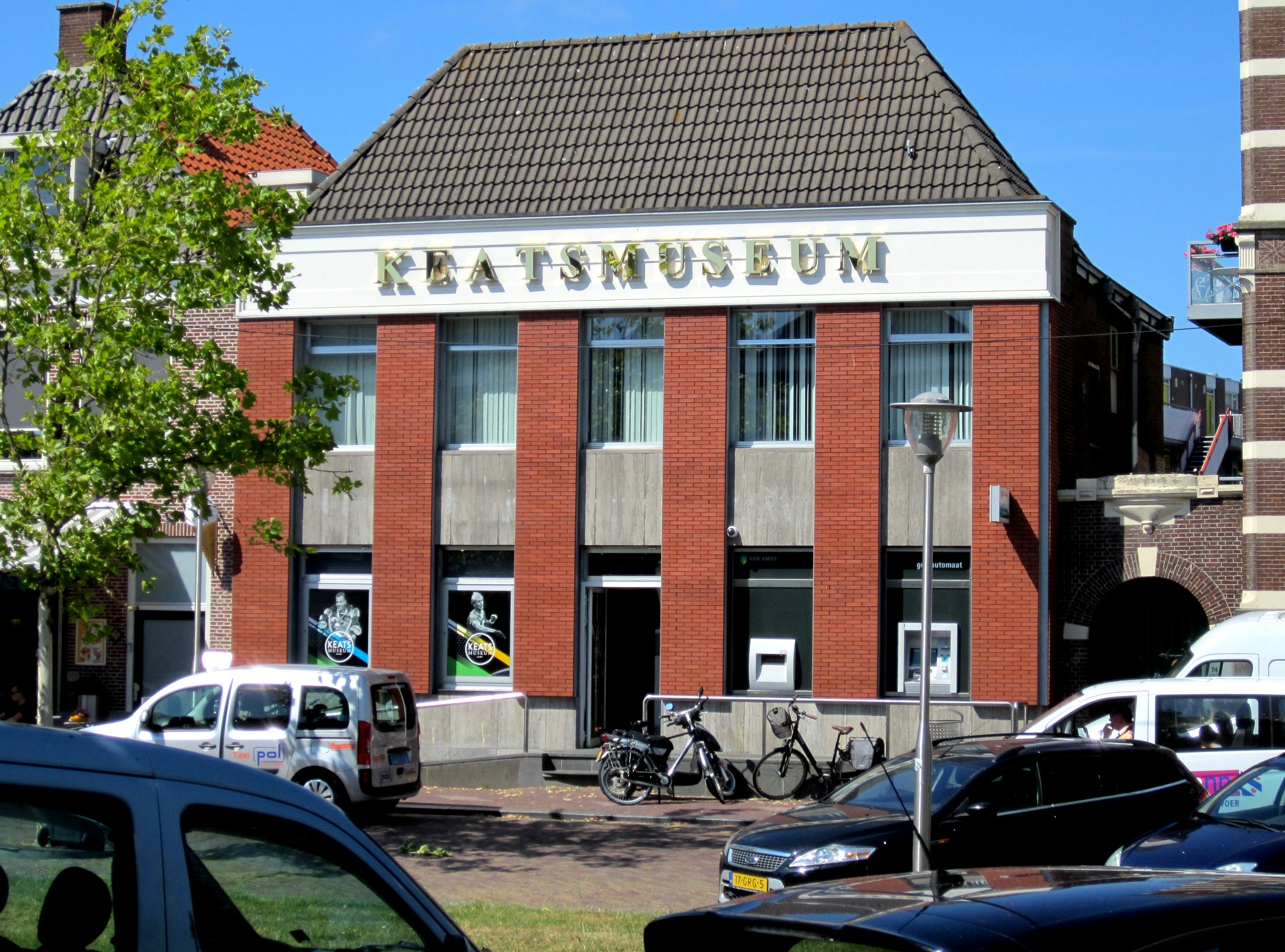
Keatsmuseum

## Religie

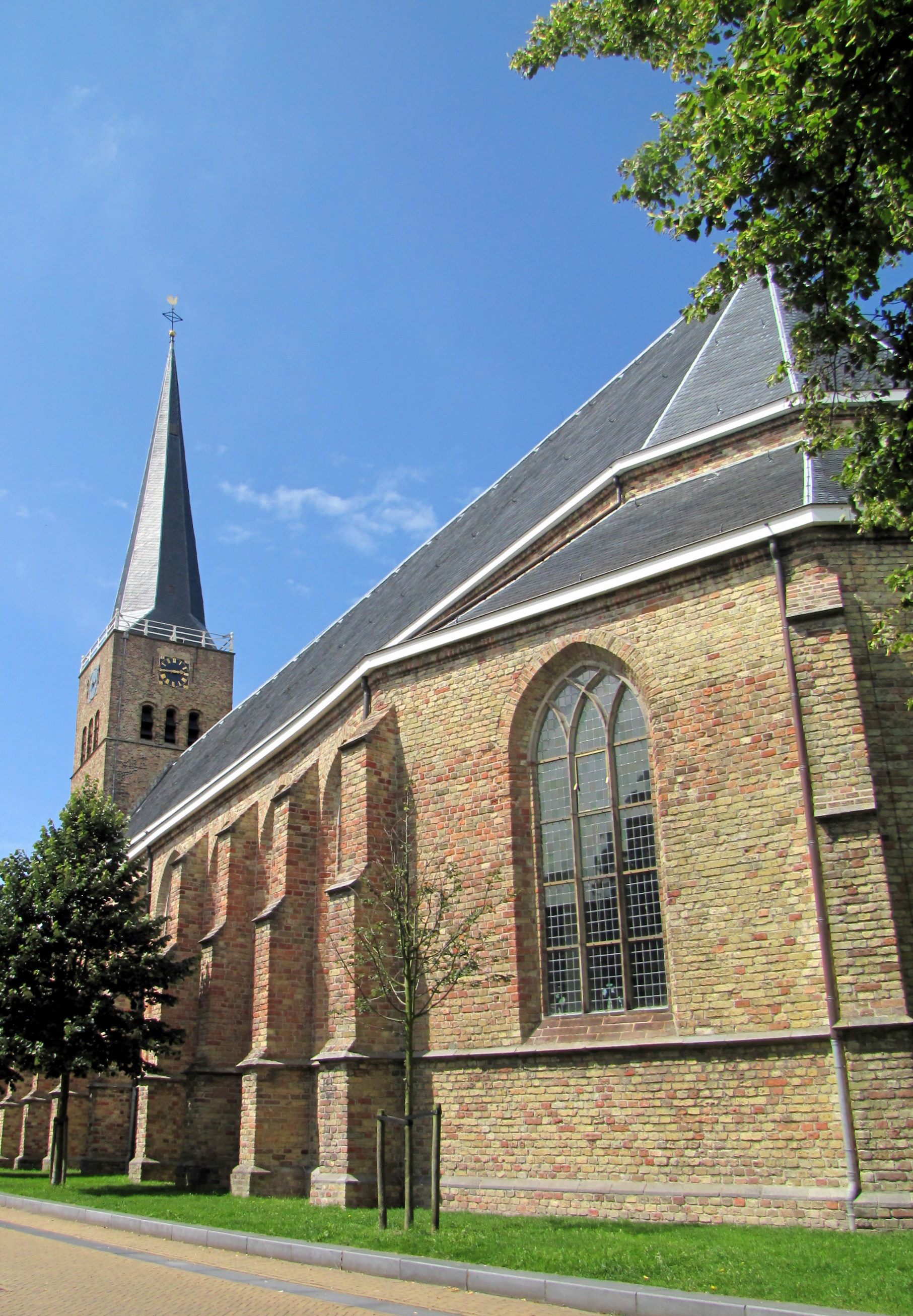
Martinikerk
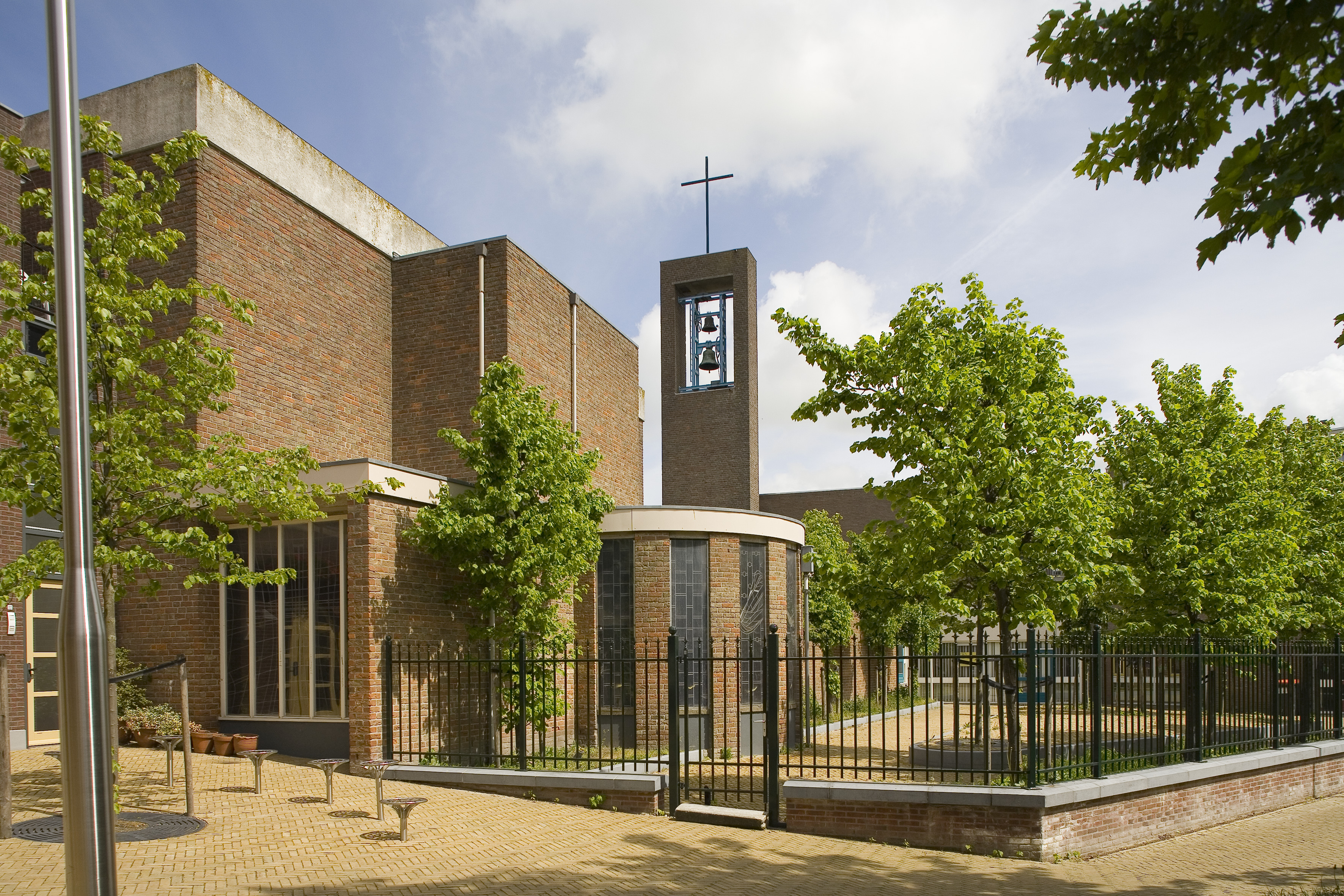
Sint-Franciscuskerk
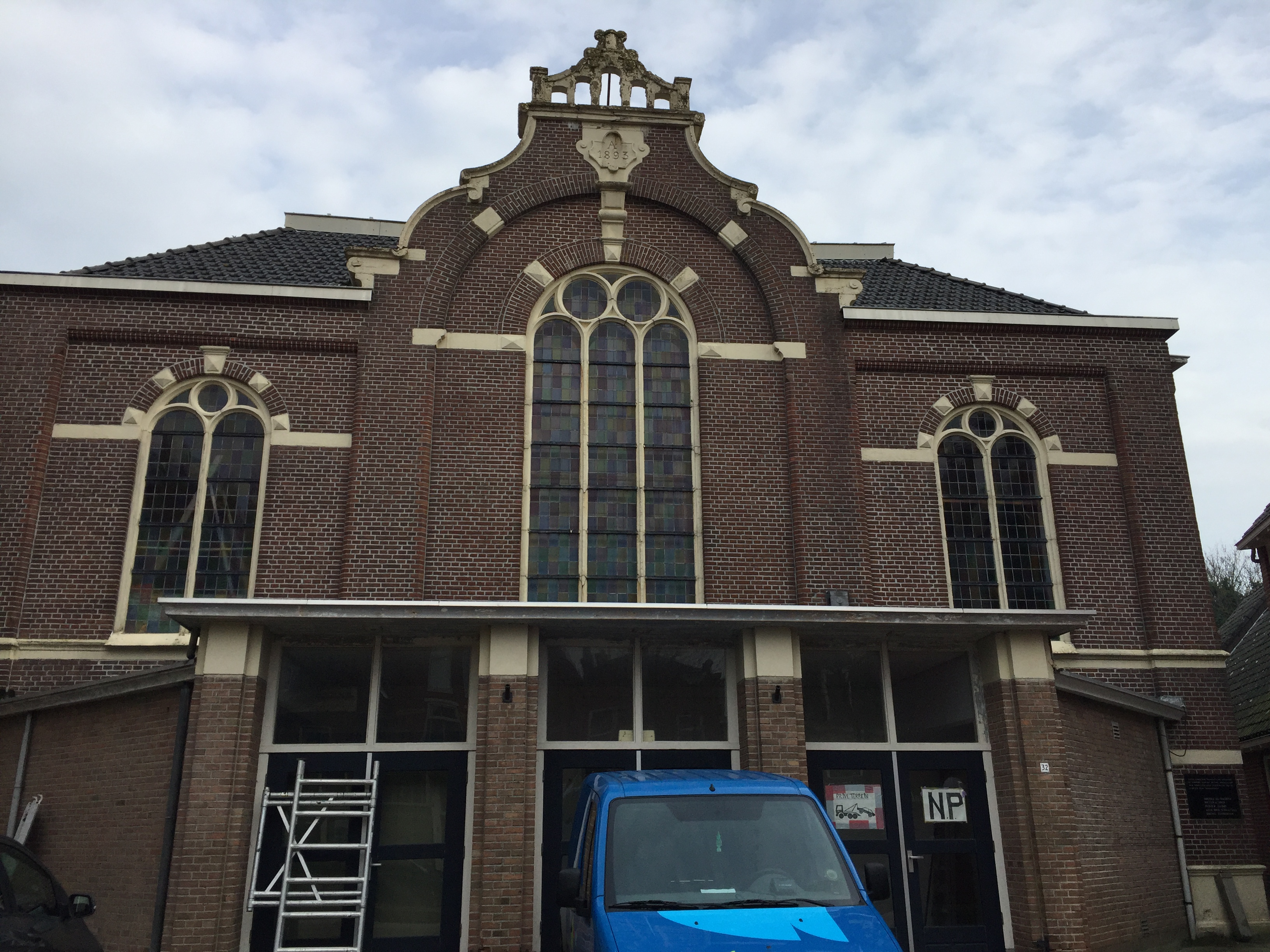
Voormalige Zilverstraatkerk

## Buurtschappen
De buurtschappen Arkens, Doijum (deels), Kie, Kiesterzijl, Lutjelollum, Miedum (deels) en Salverd vallen onder Franeker. Door de groei in de twintigste eeuw zijn er verschillende buurtschappen opgeslokt; Vijfhuizen, (Oud) Sjaerdema, War en Zevenhuizen.

## Voorzieningen
Franeker heeft een rijk winkelaanbod, een jachthaven en theater. Ook is in Franeker de GGZ Friesland (het voormalige Psychiatrisch Ziekenhuis) gevestigd, en sinds 2005 ook de Forensisch Psychiatrische Afdeling (FPA-Franeker).

## Overige bouwwerken
- Watertoren

### Verdwenen bouwwerken

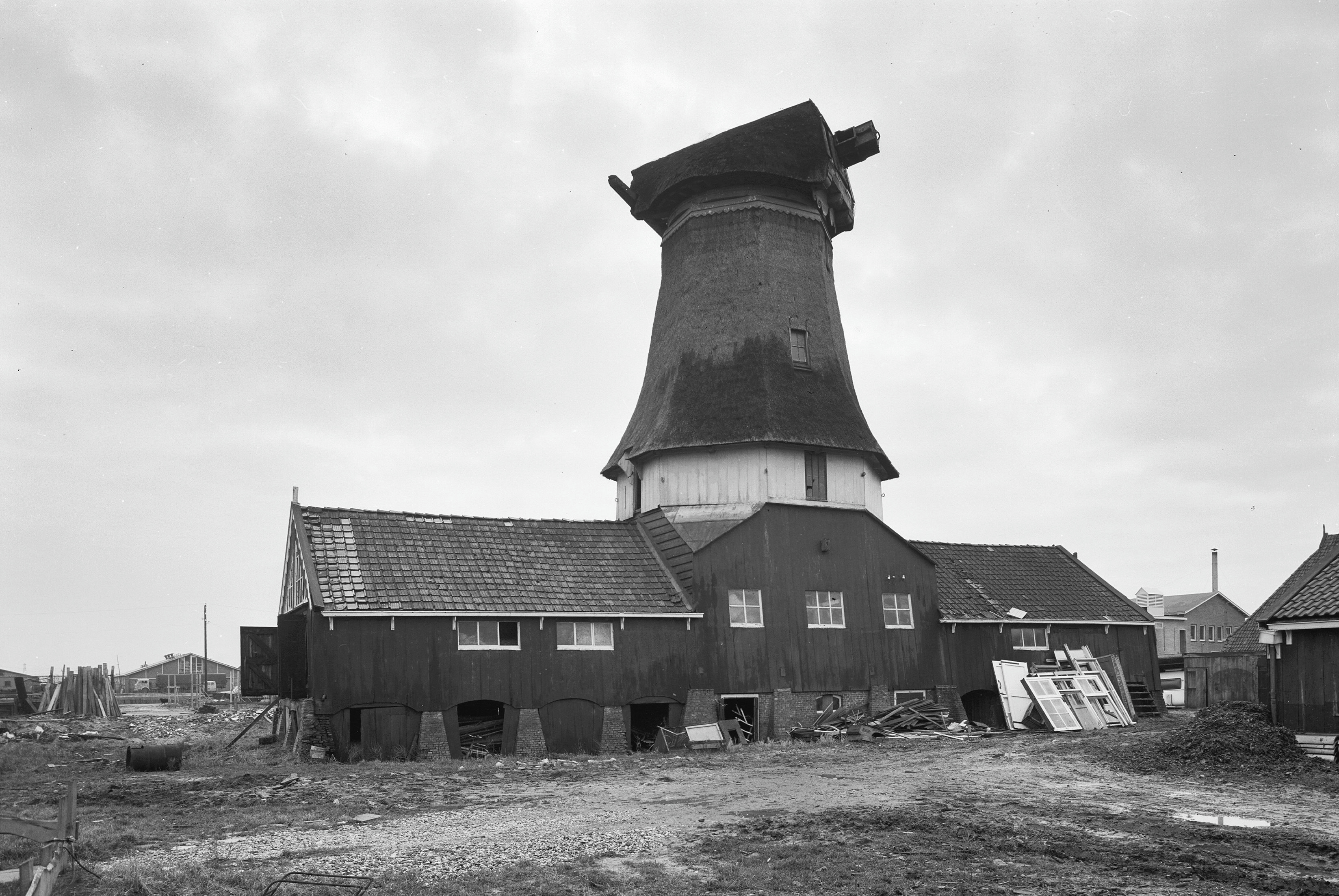
Houtzaagmolen De Haan
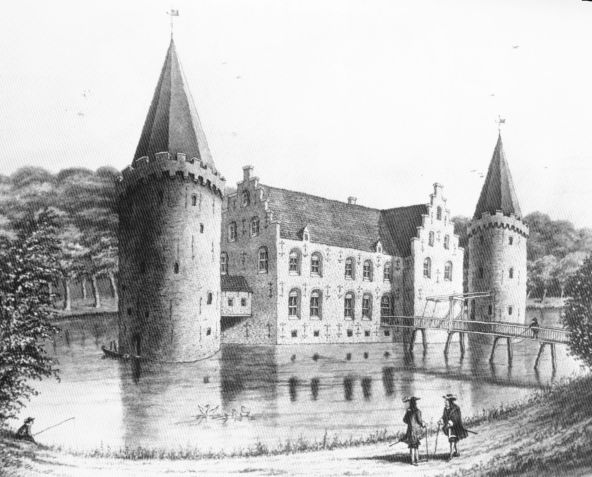
Sjaerdemaslot
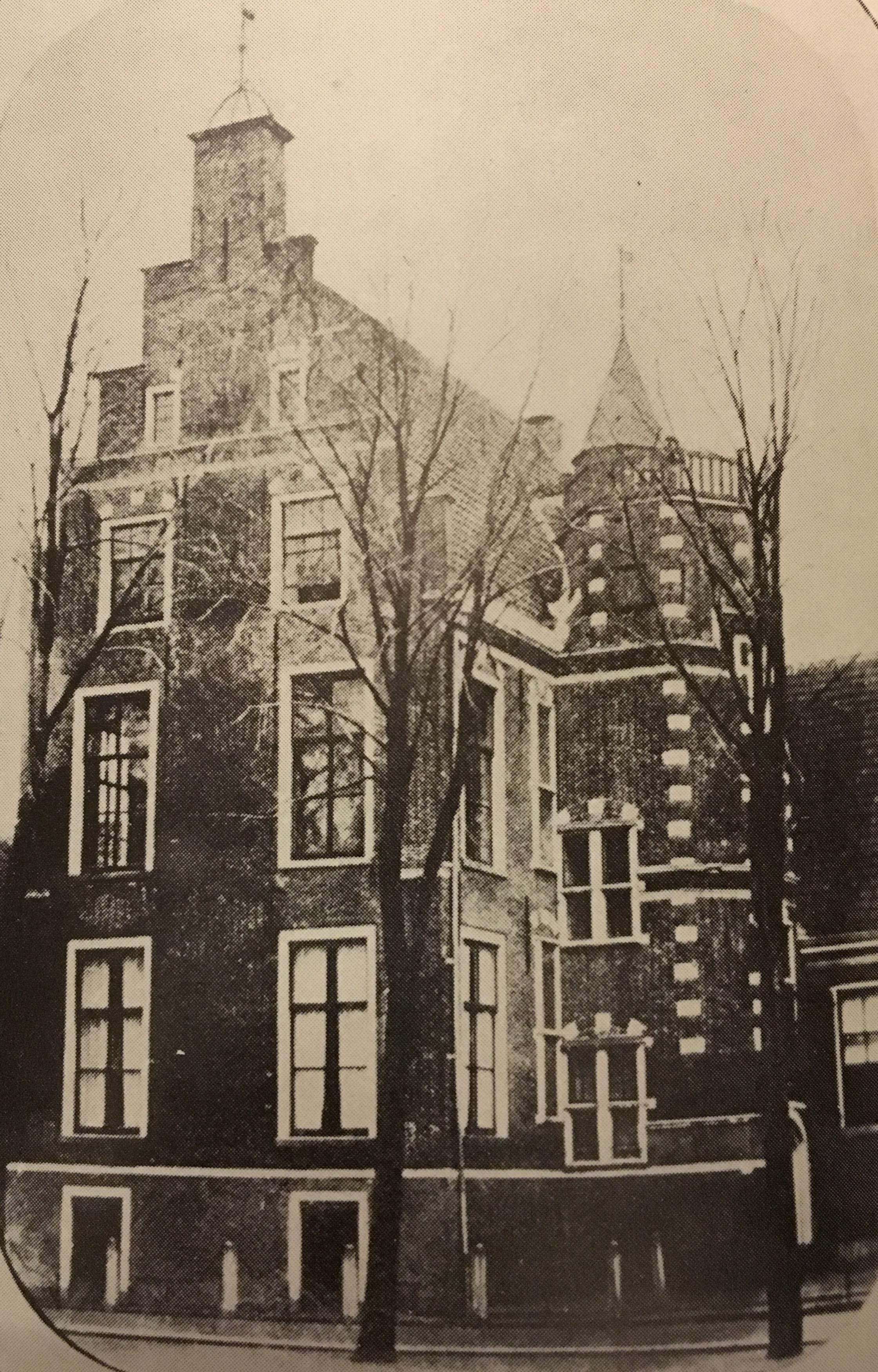
Ockingastins
Suikerfabriek Frisia

## Jabikspaad
De Friese pelgrimsroute Jabikspaad tussen Sint Jacobiparochie en Hasselt doet zowel per fiets, als wandelend Franeker aan.

## Verkeer en vervoer
Franeker is bereikbaar via de A31 en N384.

### Openbaar vervoer
Franeker heeft een station aan de spoorlijn Leeuwarden - Harlingen Haven en wordt bediend met treinen van Arriva. Het station en omliggend gebied zal in de komende jaren compleet vernieuwd worden.
Het busvervoer in Franeker wordt verzorgd door Qbuzz door middel van de volgende buslijnen:
- Buslijn 35 Sneek - Franeker
- Buslijn 75 Bolsward - Minnertsga
- Buslijn 97 Leeuwarden - Franeker
- Buslijn 197 Leeuwarden - Harlingen

## Sport

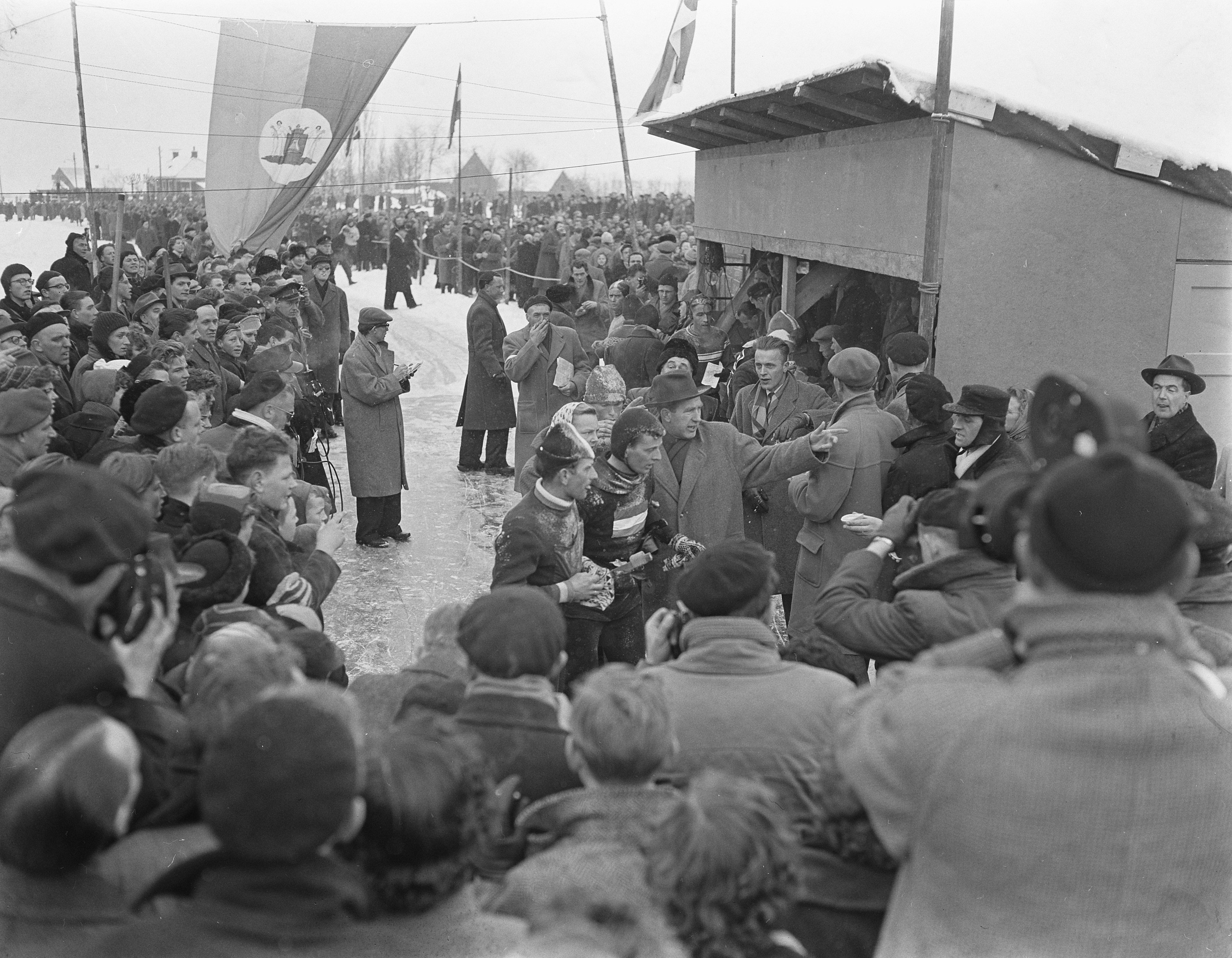
Doorkomst van de Elfstedentocht in Franeker, 1953

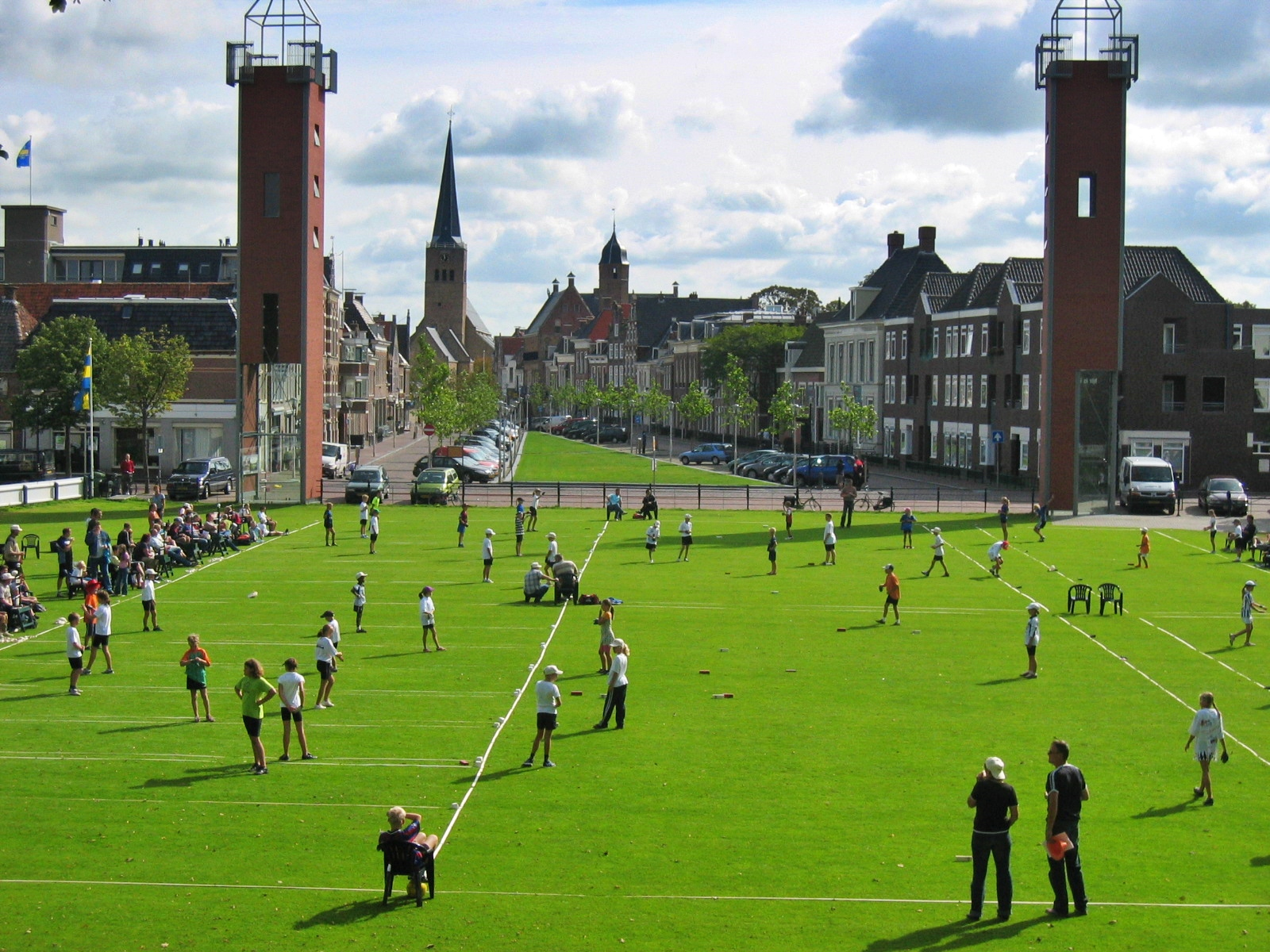
Kaatsen op het Sjûkelân.

Sinds 1853 vindt te Franeker elk jaar de PC plaats; dit is de belangrijkste kaatswedstrijd van Friesland en de oudste reguliere sportwedstrijd ter wereld. Vanwege de coronacrisis was er in 2020 geen PC. Als een van de Friese elf steden ligt Franeker op de route van de Elfstedentocht.
- Handbal, jaarlijks vindt met Pasen een groot internationaal handbaltoernooi plaats in sporthal De Trije (een van de grootste sporthallen van Friesland met vier vloeren).
- SC Franeker, voetbalclub met bijna 750 leden.
- FZC'54, zwemclub waar aan wedstrijdzwemmen en waterpolo gedaan wordt.
- Overige sportverenigingen: een ijsclub, een atletiekclub, een volleybalclub, een kanoclub, een tennisvereniging (FTC) en een tafeltennisvereniging. Ook zaalvoetbal is populair.